# Тихон (Голлоші)
Єпи́скоп Ти́хон (словацк. Biskup Tichon, світське ім'я Тіверій Голлоші, угор. Hollósy Tibor; 9 січня 1948, село Бочарлапуйте, Угорщина — 3 липня 2017, Іракліон, Крит) — єпископ Православної церкви Чеських земель і Словаччини на спокої, єпископ Комаренський, вікарій Пряшівської єпархії.

## Біографія
Народився 9 січня 1948 року в селі Бочарлапуйте (угор. Bocsárlapujtő, нині Каранчлапуйте) в угорській частині Новограда. Ріс в околицях Будапешта в багатонаціональному середовищі, представленої сербами, німцями і словаками. Про православ'ї вперше дізнався в дитинстві.
Після закінчення Будапештській словацької гімназії, де він в 1966 році отримав атестат про повну загальну середню освіту, він вступив в Економічний університет в Будапешті, який закінчив як дипломований економіст за фахом «Транспорт».
З 1971 року обіймав різні посади як економіст на підприємстві Угорські державні залізниці в Будапешті.
Після 1985 року він розширив свої знання про православ'я. Відійшов від мирського життя і вступив в Православну Церкву. Шукав можливість стати православним ченцем, що в Угорщині вісімдесятих років було неможливо.
З 1990 до 1993 рік він виконував чернечі слухняності спочатку в італійському монастирі святого Нектарія в Коллальто (в юрисдикції неканонічного Міланського Синоду) а потім в монастирі Святої Трійці в Бухгаґені (в юрисдикції Болгарської православної церкви), ФРН, і в Польщі в монастирі святого Онуфрія (Яблечна).
У 1991 році він почав вивчати православне богослов'я на Православному богословському факультеті в Пряшеві, який він закінчив у 1998 році.
3 квітня 1993 прийняв чернечий постриг в Яблочинському монастирі. 4 квітня там же висвячений в сан диякона, 7 липня — в сан священика.
З остаточно 1993 року служив в Словаччині. Служив священиком братиславського приходу і благочинним Західної Словаччини.
У 1999 році у Пряшівській єпархії відкрився монастир Положення ризи Пресвятої Богородиці в Комарні, ігуменом якого був призначений отець Тихон. Одночасно був настоятелем парафій в Комарні і Трнаві.
11 березня 2006 року його було обрано єпископом Комаренскім, вікарієм Пряшівської єпархії.
7 квітня 2006 возведений у сан архімандрита і в той же день в кафедральному храмі в Пряшеві відбулося його наречення в єпископа Комаренского, вікарія прешівська єпархії.
Архієрейська хіротонія архімандрита Тихона відбулася 8 квітня 2006 року у пряшівському Олександро-Невському соборному храмі. Чин хіротонії звершили архієпископ Празький і Чеських Земель Христофор (Пулец), архієпископ Пряшівський і Словаччини Йоан (Голоніч), архієпископ Оломоуцький-Брненський Сімеон (Яковлевич).
У серпні 2012 року після кончини архієпископа Йоана (Голоніча) тимчасово керував Пряшівською єпархією.
Висувався на пост Архієпископа Пряшівського, але поступився ігумену Ростиславу (Гонту). 17 листопада 2012 року звільнений від управління Пряшівською єпархією і відправленийна спокій.
Вийшовши на спокій, оселився в монастирі міста Іракліон на острові Криті в Греції, де і помер 3 липня 2017 року. Похорон відбувся 6 липня в присутності єпископа Ісаї (Сланінки).